# Стахановец (хутор)
Стаха́новец — хутор в Среднеахтубинском районе Волгоградской области России.  Входит в состав Куйбышевского сельского поселения.

## География
находится у ерика Пахотный.
Уличная сеть
ул. Дорожная, ул. Завоеванская, ул. Зеленая, ул. Полевая, ул. Раздольная, ул. Речная, пер. Садовый.
Географическое положение
Расстояние до:
районного центра Средняя Ахтуба: 8 км.
областного центра Волгоград: 22 км.
Ближайшие населённые пункты
Каширин 1 км, Вязовка 2 км, Красный 3 км, Великий Октябрь 4 км, Ясная Поляна 4 км, Куйбышев 5 км, Колхозная Ахтуба 5 км, Новенький 5 км, Рыбачий 5 км, Кочетково 5 км, Третий Решающий 6 км, Первомайский 6 км, Невидимка 7 км, Шумроватый 7 км, Киляковка 7 км, Красный Сад 7 км, Средняя Ахтуба 8 км, Дубрава 8 км, Закутский 8 км, Тутов 8 км, Красный Буксир

## Население
| 2010 |
| ---- |
| 51   |